# 渤海乡
渤海乡，是中华人民共和国河北省秦皇岛市山海关区下辖的一个乡镇级行政单位。

## 行政区划
渤海乡下辖以下地区：
郭庄村、西姜庄村、东姜庄村、黄庄村、姚山村、侯岭村、褚庄村、赵牛庄村、张庄村、徐庄村、单岭村、小刘庄村、周庄村、大巫庄村、杨庄村、小吴庄村、梅庄村、孙庄村、赵庄村、大刘庄村、薛庄村、东洼子村、金庄村和南水井村。